# Песков, Дмитрий Михайлович
Дми́трий Миха́йлович Песков (1914—1975) — участник Великой Отечественной войны, подполковник внутренней службы, Герой Советского Союза.

## Биография
Родился 13 октября 1914 года в городе Петрограде в семье служащего. Русский.
Затем жил, учился и работал слесарем на заводе в городе Мичуринск Тамбовской области.
В Красной Армии с 1936 года. В 1940 году окончил Томское артиллерийское училище.
В боях Великой Отечественной войны с апреля 1942 года. Командир батареи 2-го гвардейского отдельного конного артиллерийского дивизиона гвардии старший лейтенант Дмитрий Песков вместе с бойцами вверенной ему артиллерийской батареи 8 февраля 1943 года у разъезда Западный и хутора Семерниково (Северный Кавказ) отразила атаку 16 немецких танков и мотопехоты, уничтожив 3 танка и до взвода автоматчиков противника. Истекая кровью от полученных ран, Песков до конца боя не покидал огневой позиции, лично вёл огонь.
Указом Президиума Верховного Совета СССР «О присвоении звания Героя Советского Союза начальствующему и рядовому составу Красной Армии» от 31 марта 1943 года за «образцовое выполнение боевых заданий командования на фронте борьбы с немецко-фашистским захватчиками и проявленные при этом мужество и героизм» гвардии старшему лейтенанту Пескову Дмитрию Михайловичу присвоено звание Героя Советского Союза с вручением ордена Ленина и медали «Золотая Звезда» (№ 1042).
С 1946 года гвардии старший лейтенант Песков Д. М. — в запасе. В 1946—1959 годах работал в Управлении Министерства внутренних дел СССР по Ростовской области.
Умер 21 мая 1975 года, похоронен в Ростове-на-Дону.

## Награды
- Награждён тремя орденами Красной Звезды, медалями.

## Память
- В его честь названа улица Пескова в Ростове-на-Дону.
- На основании Постановления мэра города Ростова-на-Дону № 920 от 10.09.2008 года муниципальному общеобразовательному учреждению средней общеобразовательной школе № 86 присвоено имя Героя Советского Союза Пескова Дмитрия Михайловича[4].